# Angèle Ramadier
Angèle Ramadier (née Picado le 13 décembre 1934 à Lisbonne et morte le 27 octobre 1997) est une athlète française, spécialiste des épreuves de sprint.

## Biographie
Elle améliore à trois reprises le record de France du relais 4 × 100 mètres : 47 s 4 et 47 s 2 en 1955, et 47 s 1 en 1956. 
Elle remporte quatre titres de championne de France : deux sur 100 m en 1957 et 1959, et deux sur 80 m haies en 1957 et 1959.
Elle participe aux Jeux olympiques de 1956 où elle s'incline dès les séries du 80  m haies et du 4 × 100 m.

## Décoration
- Médaille d'honneur de la jeunesse et des sports, à titre exceptionnel (1959)[3].